# Federico Azcárate
Federico Xavier Azcárate Ochoa (Balcarce, 15 giugno 1984) è un ex calciatore argentino, di ruolo difensore.